# Отмъщение (вестник)
„Отмъщение“ (изписване до 1945 година: „Отмѫщение“) с подзаглавие Орган на македонските революционери-терористи е вестник на Македонския таен революционен комитет, известен още като Женевската група, излязал през лятото на 1898 година в единствен брой в Женева.

## История
Вестникът се издава от дейци на Женевската група, която е с анархистки уклон. Той е вторият по ред вестник след единичния брой на „Глас на Македонский таен рeволюционен комитет“. В списването на вестника участват Михаил Герджиков и Петър Манджуков. Има мото от двете страни: Херценовото „Или да се накаже или да ходи напред, или да се гали, или да застане на средата“ на руски (Одно из двух или казнить и идти вперед, или миловать и запнуться на полдороге) и библейското „Око за око, зъб за зъб“ на български език.
Вестникът се застъпва за самостоятелна борба за освобождаване на Македония – без да се чака помощ от европейската дипломация или от Русия, нито да се разчина на просветното дело – и за Балканска федерация. Съдържа програмната статия на Манджуков „Балканска конфедерация“ и разказа на Г. П. Стаматов „Думи и дела“.